# Esthemopsis jesse
Esthemopsis jesse is een vlindersoort uit de familie van de prachtvlinders (Riodinidae), onderfamilie Riodininae.
Esthemopsis jesse werd in 1870 beschreven door Butler.